# Congada

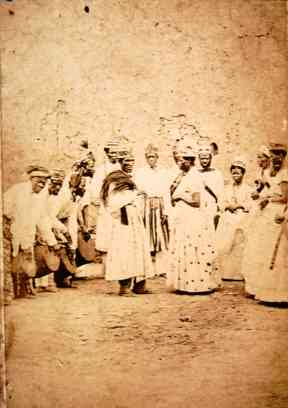
Congada-dansers

De folkloristische congada is een Latijns-Amerikaanse dans.
Het woord houdt verband met het woord conga. Deze volksdans wordt gedanst door afstammelingen van Afrikaanse slaven in Brazilië om het Driekoningenfeest te vieren, alsook bij het feest van Divino Pinksteren.
De conga wordt ook als een latin-dans met aan de chachacha verwante figuren gedanst.